# واتسلاو ویدرا
واتسلاو ویدرا (چکی: Václav Vydra؛ زادهٔ ۷ ژانویهٔ ۱۹۵۶) بازیگر اهل جمهوری چک است.
از فیلم‌ها یا برنامه‌های تلویزیونی که وی در آن نقش داشته‌است، می‌توان به سه شهریار اشاره کرد.